# Kazimierz Budek
Kazimierz Budek (ur. 16 lutego 1935 w Krakowie, zm. 22 stycznia 2025 tamże) – polski piłkarz, grający na pozycji napastnika i pomocnika.

## Życiorys
Wychowanek Wisły Kraków, gdzie grał od 1948 przez pierwsze 9 lat swojej kariery. W 1958 został sprowadzony do mieleckiej Stali. W jej barwach rozegrał w sumie 127 spotkań i strzelił 11 bramek (40 meczów i 2 gole w I lidze, 84 mecze i 9 goli w II lidze oraz 3 mecze w Pucharze Polski). Przez ostatnie 4 sezony w Stali grał we wszystkich 92 ligowych spotkaniach. Po opuszczeniu Mielca w 1963, powrócił do Krakowa gdzie grał przez 5 lat w Hutniku. Ostatnie dwa lata kariery spędził w Sparcie Kazimierza Wielka.